# London Grand Prix
London Grand Prix – międzynarodowy mityng lekkoatletyczny rozgrywany rokrocznie w Londynie. Zawody, począwszy od roku 2010, znajdują się w kalendarzu Diamentowej Ligi – tym samym należą do najważniejszych mityngów w ciągu sezonu lekkoatletycznego.